# Sindrome fetale da warfarin
La sindrome fetale da warfarin (dismorfismo da warfarin, o embriopatia da warfarin) è una malattia causata dalla somministrazione di warfarin durante la gravidanza.
Le patologie associate includono ipoplasia delle ossa nasali, laringomalacia, petto carenato, anomalie cardiache congenite, ventricolomegalia, agenesia del corpo calloso, epifisi punteggiate, brachidattilia, e ritardo di crescita.
È conosciuta anche come sindrome di DiSaia. I sintomi sono ipoplasia nasale, depressione delle ossa nasali, profondi solchi tra le narici e la punta del naso, punteggiatura delle epifisi non calcificate durante il primo anno, lieve ipoplasia delle unghie, dita più corte, basso peso alla nascita, significative disabilità intellettive, crisi epilettiche, ridotto tono muscolare, capezzoli distanti, sordità e difficoltà nella nutrizione.